# Talude

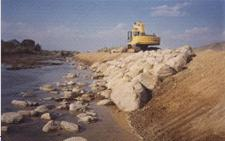
Talude sendo protegido com enrocamento.

Talude é um plano de terreno inclinado que limita um aterro e tem como função garantir a estabilidade do aterro. Pode ser resultado de uma escavação ou de origem natural.
A sua geometria por natureza em aterros é de 1/1, ou seja, 45º, dependendo das características do solo, não sendo aconselhado uma inclinação superior pois não garante a sua estabilidade. Em escavações também é normal que sejam de 45º mas em zonas rochosas esse valor pode ser superior pois a estabilidade do mesmo não está em causa.